# Län

Län, meervoud: län, is de naam voor de provincies van Zweden. Zweden heeft 21 län.

## Geschiedenis
De provincies werden in 1634 op initiatief van graaf Axel Oxenstierna opgericht, ter vervanging van de 25 Zweedse landschappen om een moderne bestuursindeling te creëren. De naam län heeft dezelfde oorsprong als het Nederlandse leen en verwees tot 1634 naar een feodaal gebied.
De grootste wijziging vond plaats na de Finse Oorlog, toen Zweden na de Vrede van Fredrikshamn van 1809 werd gedwongen de oostelijke graafschappen aan Rusland af te staan. Het systeem is desondanks na meer dan 370 jaar nog steeds in gebruik.

## 21 län in Zweden
| län                  | code | oppervlakte km² | bevolking 2021 | hoofdstad  | sinds    |
| -------------------- | ---- | --------------- | -------------- | ---------- | -------- |
| Blekinge län         | K    | 2.941           | 159.021        | Karlskrona | 1683     |
| Dalarnas län         | W    | 28.194          | 288.118        | Falun      | 1997     |
| Gävleborgs län       | X    | 18.191          | 287.858        | Gävle      | 1762     |
| Gotlands län         | I    | 3.140           | 61.031         | Visby      | 1678 (?) |
| Hallands län         | N    | 5.454           | 339.728        | Halmstad   | 1719     |
| Jämtlands län        | Z    | 49.443          | 131.869        | Östersund  | 1810     |
| Jönköpings län       | F    | 10.475          | 366.700        | Jönköping  | 1687     |
| Kalmar län           | H    | 11.171          | 246.965        | Kalmar     | 1634     |
| Kronobergs län       | G    | 8.458           | 202.987        | Växjö      | 1674     |
| Norrbottens län      | BD   | 98.911          | 249.683        | Luleå      | 1810     |
| Örebro län           | T    | 8.517           | 306.600        | Örebro     | 1634     |
| Östergötlands län    | E    | 10.562          | 469.107        | Linköping  | 1634 (?) |
| Skåne län            | M    | 11.027          | 1.399.684      | Malmö      | 1997     |
| Södermanlands län    | D    | 6.060           | 301.222        | Nyköping   | 1634     |
| Stockholms län       | AB   | 6.490           | 2.408.360      | Stockholm  | 1714 (?) |
| Uppsala län          | C    | 6.989           | 393.165        | Uppsala    | 1634     |
| Värmlands län        | S    | 17.583          | 283.115        | Karlstad   | 1779     |
| Västerbottens län    | AC   | 55.432          | 274.301        | Umeå       | 1638     |
| Västernorrlands län  | Y    | 21.678          | 244.408        | Härnösand  | 1762     |
| Västmanlands län     | U    | 6.302           | 278.608        | Västerås   | 1634     |
| Västra Götalands län | O    | 23.942          | 1.742.917      | Göteborg   | 1998     |

Elke provincie is verdeeld in gemeenten, Zweeds: kommuner, waarvan er in totaal 290 bestaan, in 2021. De codes voor de 21 län in Zweden liggen in de ISO 3166-2:SE vast.
Blekinge län · Dalarnas län · Gävleborgs län · Gotlands län · Hallands län · Jämtlands län · Jönköpings län · Kalmar län · Kronobergs län · Norrbottens län · Örebro län · Östergötlands län · Skåne län · Södermanlands län · Stockholms län · Uppsala län · Värmlands län · Västerbottens län · Västernorrlands län · Västmanlands län · Västra Götalands län